# Diadegma flavotibiale
Diadegma flavotibiale är en stekelart som beskrevs av Horstmann 1973. Diadegma flavotibiale ingår i släktet Diadegma och familjen brokparasitsteklar. Inga underarter finns listade i Catalogue of Life.